# McLaren MP4/6
McLaren MP4/6 je McLarnov dirkalnik Formule 1, ki je bil v uporabi v sezoni 1991 in na prvih dveh dirkah sezone 1992, ko sta z njim dirkala Ayrton Senna in Gerhard Berger. V sezoni 1991 je Senna zmagal sedemkrat, Berger le enkrat, pa še to zmago mu je Brazilec poklonil. Ob tem sta dosegla še deset najboljših štartnih položajev in deset uvrstitev na stopničke. Izkupiček, ki je zadoščal, da je Senna z veliko prednostjo osvojil svoj tretji in zadnji dirkaški naslov, McLaren pa konstruktorski naslov z 139-imi točkami.

## Popolni rezultati Formule 1
(legenda) (Odebeljene dirke pomenijo najboljši štartni položaj)
| Leto | Moštvo  | Motor                | Gume | Dirkači        | 1   | 2   | 3   | 4   | 5   | 6   | 7   | 8   | 9   | 10  | 11  | 12  | 13  | 14  | 15  | 16  | Toč | Prv |
| ---- | ------- | -------------------- | ---- | -------------- | --- | --- | --- | --- | --- | --- | --- | --- | --- | --- | --- | --- | --- | --- | --- | --- | --- | --- |
| 1991 | McLaren | Honda RA121E 3.5 V12 | G    |                | ZDA | BRA | SMR | MON | KAN | MEH | FRA | VB  | NEM | MAD | BEL | ITA | POR | ŠPA | JAP | AVS | 139 | 1.  |
| 1991 | McLaren | Honda RA121E 3.5 V12 | G    | Ayrton Senna   | 1   | 1   | 1   | 1   | Ret | 3   | 3   | 4   | 7   | 1   | 1   | 2   | 2   | 5   | 2   | 1   | 139 | 1.  |
| 1991 | McLaren | Honda RA121E 3.5 V12 | G    | Gerhard Berger | Ret | 3   | 2   | Ret | Ret | Ret | Ret | 2   | 4   | 4   | 2   | 4   | Ret | Ret | 1   | 3   | 139 | 1.  |
| 1992 | McLaren | Honda RA121E 3.5 V12 | G    |                | JAR | MEH | BRA | ŠPA | SMR | MON | KAN | FRA | VB  | NEM | MAD | BEL | ITA | POR | JAP | AVS | 99  | 2.  |
| 1992 | McLaren | Honda RA121E 3.5 V12 | G    | Ayrton Senna   | 3   | Ret |     |     |     |     |     |     |     |     |     |     |     |     |     |     | 99  | 2.  |
| 1992 | McLaren | Honda RA121E 3.5 V12 | G    | Gerhard Berger | 5   | 4   |     |     |     |     |     |     |     |     |     |     |     |     |     |     | 99  | 2.  |